# Рахвальский, Збигнев
Збигнев Рахвальский (пол. Zbigniew Rachwalski, 21 сентября 1955, Рогово, Польша) — польский хоккеист (хоккей на траве), нападающий.

## Биография
Збигнев Рахвальский родился 6 апреля 1956 года в польском селе Рогово Куявско-Поморского воеводства.
В 1977 году окончил механико-электрический техникум в Жнине по специальности техника-механика, учился в университете имени Адама Мицкевича в Познани на факультете менеджмента и маркетинга.
Начал играть в хоккей на траве в 10 лет в ЛКС из Рогово. С 1976 года выступал за «Почтовец» из Познани, в составе которого шесть раз становился чемпионом Польши (1979, 1981—1983, 1988, 1991).
В 1980 году вошёл в состав сборной Польши по хоккею на траве на летних Олимпийских играх в Москве, занявшей 4-е место. Играл на позиции нападающего, провёл 6 матчей, забил 1 мяч в ворота сборной Кубы.
Участвовал в чемпионатах мира 1975, 1978, 1982 и 1986 годов, в чемпионатах Европы 1978, 1983 и 1987 годов.
В 1975—1990 годах провёл за сборную Польши 215 матчей, забил 51 мяч. В течение многих лет был капитаном команды.
Заслуженный мастер спорта Польши. Награждён серебряной медалью за выдающиеся спортивные достижения.
Живёт в Рогово.

## Семья
Отец — Казимеж Рахвальский, многолетний активист клуба ЛКС, мать — Люция Висницка.
Жена — Иоланта Пинарска. Имеют сыновей Кшиштофа и Дариуша, которые также выступали за «Почтовец» и сборную Польши по хоккею на траве, а также дочь Юлию.